# Huacaraje
Huacaraje (auch: Guacaraje) ist eine Landstadt im Departamento Beni im südamerikanischen Anden-Staat Bolivien.

## Lage im Nahraum
Huacaraje ist der zentrale Ort des gleichnamigen Municipios Huacaraje in der Provinz Iténez und liegt auf einer Höhe von 148 m am rechten Ufer des Río Lopez, der zum Flusssystem des Río Iténez gehört und siebzehn Kilometer flussabwärts in den Río Itonomas mündet. Huacaraje liegt 50 Kilometer südöstlich der Provinzhauptstadt Magdalena und 200 Kilometer Luftlinie nordöstlich von Trinidad, der Hauptstadt des Departamentos.

## Geographie
Das Klima im Raum Huacaraje ist gekennzeichnet durch eine für die Tropen typische ausgeglichene Temperaturkurve mit nur geringen Schwankungen und einem jährlichen Temperaturmittel von knapp 27 °C (siehe Klimadiagramm Magdalena). Der Jahresniederschlag beträgt mehr als 1.400 mm, mit einer deutlichen Feuchtezeit von November bis März, und einer Trockenzeit in den Monaten Juni bis August.

## Verkehrsnetz
Huacaraje liegt in einer Entfernung von 341 Straßenkilometern nordöstlich von Trinidad, der Hauptstadt des Departamentos.
Von Trinidad aus führt die Nationalstraße Ruta 9 auf 211 Kilometern in nördlicher Richtung über Puente San Pablo nach San Ramón. Hier zweigt eine unbefestigte Landstraße nach Osten ab, die nach 82 Kilometern die Stadt Magdalena erreicht und nach weiteren 48 Kilometern in südöstlicher Richtung Huacaraje.

## Bevölkerung
Die Einwohnerzahl der Ortschaft hat sich in den vergangenen beiden Jahrzehnten nur unwesentlich verändert:
| Jahr | Einwohner | Quelle       |
| ---- | --------- | ------------ |
| 1992 | 1817      | Volkszählung |
| 2001 | 2342      | Volkszählung |
| 2012 | 2053      | Volkszählung |
| 2024 |           | Volkszählung |

## Persönlichkeiten
- Jessica Jordan (* 1984), Miss Bolivien 2006 und Politikerin